# Brian Walton (bispo)
Brian Walton (1600 – 29 de novembro de 1661) era um padre inglês, divino e erudito.

## Vida
Walton nasceu em Seymour, no distrito de Cleveland, Yorkshire. Sua educação inicial foi na Newcastle Royal Free Grammar School. Ele foi para Cambridge como um sizar do Magdalene College em 1616, migrou para Peterhouse em 1618, foi bacharel em 1619 e mestre em artes em 1623. Depois de ter um mestrado em Suffolk e duas curatelas (a segunda como curadoria de All-Hallows, Bread Street), ele foi reitor de St Martin's Ongar, em Londres, e de Sandon, em Essex, em 1626. No Ongar de São Martinho, ele participou da disputa entre o clero de Londres e os cidadãos sobre os dízimos da cidade e compilou um tratado sobre o assunto, impresso na Collectanea, de Brewster (1752). Sua conduta nesse assunto mostrou sua capacidade, mas seu zelo pela cobrança de dívidas eclesiásticas foi lembrado em 1641 nos artigos trazidos contra ele no parlamento, que parecem ter levado ao sequestro de suas consideráveis preferências. Ele também foi acusado de práticas popistas, mas por motivos frívolos, e de aspirar aos membros do parlamento pela cidade. Suas armas eram: Três gansos próximos.
Em 1642, ele foi condenado sob custódia como delinquente; depois disso, refugiou-se em Oxford e, finalmente, retornou a Londres para a casa de William Fuller (1580–1659), Reitor de Ely, cuja filha Jane era sua segunda esposa. Nessa aposentadoria, ele se dedicou aos estudos orientais e realizou sua grande obra, uma Bíblia Poliglota que deveria ser mais completa, mais barata e dotada de um aparato crítico melhor do que qualquer trabalho anterior desse tipo.
Ele foi enterrado na Catedral de Old St Paul, em Londres, mas o túmulo e o monumento foram destruídos no Grande Incêndio de Londres em 1666. Seu nome aparece em um monumento moderno na cripta, listando túmulos importantes perdidos no incêndio.[carece de fontes?]

## Bíblia Poliglota
As propostas para a Poliglota apareceram em 1652. O livro em si foi lançado em seis grandes fólios. O primeiro volume apareceu em setembro de 1654; a segunda em julho de 1655; a terceira em julho de 1656; e os três últimos em 1657. São utilizadas nove línguas: hebraico, aramaico, samaritano, siríaco, árabe, persa, etiópico, grego e latim . Entre seus colaboradores estavam James Ussher, John Lightfoot e Edward Pococke, Edmund Castell, Abraham Wheelocke e Patrick Young, Thomas Hyde e Thomas Greaves. O grande empreendimento foi o primeiro na Inglaterra apoiado por assinatura - 50 libras cada. As opiniões políticas de Walton não o privaram da ajuda da Commonwealth; o papel usado foi libertado do dever, e o interesse de Cromwell no trabalho foi reconhecido no prefácio original, parte do qual foi posteriormente cancelada para dar lugar a expressões mais leais àquela monarquia restaurada sob a qual os estudos orientais na Inglaterra imediatamente começaram a definhar. Duas versões do trabalho, uma dedicada a Cromwell e a outra conhecida como "Leal". Para o próprio Walton, no entanto, a Restauração não trouxe decepção: ele foi consagrado bispo de Chester em dezembro de 1660. Na primavera seguinte, ele foi um dos comissários da Conferência de Savoy, mas participou pouco nos negócios. No outono de 1661, ele fez uma breve visita à sua diocese e, retornando a Londres, morreu.
De acordo com uma avaliação em Chisholm (1911): 
Por mais que Walton tenha em dívida com seus ajudantes, a Bíblia Poliglota é um grande monumento da indústria e da capacidade de dirigir um vasto empreendimento, e os Prolegomena (reproduzidos separadamente por Dathe, 1777 e Francis Wrangham, 1825) mostram julgamento e aprendizado. As mesmas qualidades aparecem em "Considerator Considered" (1659), de Walton, uma resposta às "Considerações" de John Owen, que pensavam que o acúmulo de material para a revisão do texto recebido tendia ao ateísmo. Entre as obras de Walton, também deve ser mencionado um "Introductio ad lectionem linguarum orientalium" (1654; 2ª ed., 1655), destinado a preparar o caminho para o "Poliglota".
 Em 1669, o Dr. Edmund Castell publicou o Lexicon Heptaglotton em dois volumes. Esse era um léxico das sete línguas orientais usadas na poliglota de Walton e tinha gramáticas dessas línguas prefixadas.[carece de fontes?]

## Manuscritos usados por Walton
- Codex Montfortianus
- Minúsculo 47
- Minúsculo 57
- Minúsculo 96
- Minúsculo 2818